# Японский шишечник
Японский шишечник, или рыба-рыцарь, или рыба-сосновая шишка (лат. Monocentris japonica), — вид лучепёрых рыб из семейства шишечниковых.
Широко распространены в Индо-Тихоокеанской области от Красного моря и юга Африки до Индонезии; и от юга Японии до Австралии и Новой Зеландии, на глубине от 10 до 200 м, как в местах с каменистым дном, так и на коралловых рифах. Активны ночью, прячась в течение дня в пещерах и под уступами.

## Описание
Тело с чётко выраженной крупной чешуей. Длина тела до 17 см, но чаще встречается 12 см. В спинном плавнике 5—6 жёстких и 11—12 мягких лучей. Колючки в спинном плавнике жёсткие, не соединены мембранами. В анальном плавнике 9—11 мягких лучей. Брюшные плавники крупные, c замыкающим механизмом.
Тело жёлтого цвета, края чешуек чёрные; нижняя челюсть чёрная.
У рыб имеются с каждой стороны нижней челюсти светящиеся органы, заполненные люминесцентными бактериями, назначение которых неизвестно, возможно, они помогают рыбе видеть ночью или приманивать добычу. 
Часто рыб содержат в аквариуме, так как они не агрессивны. В аквариумах их обычно кормят свежими морепродуктами или солёными креветками.